# Việt Yên (thị xã)
Việt Yên là một thị xã nằm cửa ngõ phía tây nam tỉnh Bắc Giang, Việt Nam.

## Địa lý
Thị xã Việt Yên nằm ở phía tây nam tỉnh Bắc Giang, ven sông Cầu, có vị trí địa lý:
- Phía đông giáp thành phố Bắc Giang
- Phía tây giáp huyện Hiệp Hòa và huyện Yên Phong, tỉnh Bắc Ninh
- Phía nam giáp thành phố Bắc Ninh và thị xã Quế Võ, tỉnh Bắc Ninh
- Phía bắc giáp huyện Tân Yên.

Việt Yên là thị xã trung du và miền núi, nằm giữa lưu vực sông Cầu và sông Thương, ở khoảng 20°16'B - 21°17'B, 106°1'Đ - 107°7'Đ, có diện tích 171,01 km² (chiếm 4,5% diện tích tỉnh Bắc Giang).

## Hành chính
Thị xã Việt Yên có 17 đơn vị hành chính cấp xã trực thuộc, bao gồm 9 phường: Bích Động, Hồng Thái, Nếnh, Ninh Sơn, Quang Châu, Quảng Minh, Tăng Tiến, Tự Lạn, Vân Trung và 8 xã: Hương Mai, Minh Đức, Nghĩa Trung, Thượng Lan, Tiên Sơn, Trung Sơn, Vân Hà, Việt Tiến.
| \| Tên \| Diện tích năm 2022 (km²) \| Dân số năm 2022 (người) \| Mật độ (người/km²) \| \| ----------- \| ------------------------ \| ----------------------- \| ------------------ \| \| Phường (9) \| \| \| \| \| Bích Động \| 12,80 \| 19.470 \| 1.521 \| \| Hồng Thái \| 5,90 \| 15.601 \| 2.644 \| \| Nếnh \| 12,51 \| 27.246 \| 2.177 \| \| Ninh Sơn \| 7,99 \| 10.203 \| 1.276 \| \| Quang Châu \| 9,01 \| 15.001 \| 1.664 \| \| Quảng Minh \| 5,46 \| 12.573 \| 2.302 \| \| Tăng Tiến \| 4,79 \| 11.100 \| 2.317 \| \| Tự Lạn \| 9,18 \| 9.241 \| 1.006 \| \| Vân Trung \| 9,67 \| 9.792 \| 1.012 \| \| Xã (8) \| \| \| \| \| Hương Mai \| 9,46 \| 11.594 \| 1.225 \| \| Minh Đức \| 18,46 \| 14.913 \| 807 \| \| Nghĩa Trung \| 14,81 \| 11.923 \| 805 \| \| Thượng Lan \| 9,86 \| 10.243 \| 1.038 \| \| Tiên Sơn \| 14,46 \| 12.489 \| 863 \| \| Trung Sơn \| 12,31 \| 11.569 \| 939 \| \| Vân Hà \| 2,95 \| 8.708 \| 2.951 \| \| Việt Tiến \| 11,40 \| 11.673 \| 1.023 \| |                          |                         |                    |
| Nguồn: Dự thảo về việc thành lập thị xã Việt Yên thuộc tỉnh Bắc Giang và thành lập các phường thuộc thị xã Việt Yên |                          |                         |                    |
| Tên | Diện tích năm 2022 (km²) | Dân số năm 2022 (người) | Mật độ (người/km²) |
| Phường (9) |                          |                         |                    |
| Bích Động | 12,80                    | 19.470                  | 1.521              |
| Hồng Thái | 5,90                     | 15.601                  | 2.644              |
| Nếnh | 12,51                    | 27.246                  | 2.177              |
| Ninh Sơn | 7,99                     | 10.203                  | 1.276              |
| Quang Châu | 9,01                     | 15.001                  | 1.664              |
| Quảng Minh | 5,46                     | 12.573                  | 2.302              |
| Tăng Tiến | 4,79                     | 11.100                  | 2.317              |
| Tự Lạn | 9,18                     | 9.241                   | 1.006              |
| Vân Trung | 9,67                     | 9.792                   | 1.012              |
| Xã (8) |                          |                         |                    |
| Hương Mai | 9,46                     | 11.594                  | 1.225              |
| Minh Đức | 18,46                    | 14.913                  | 807                |
| Nghĩa Trung | 14,81                    | 11.923                  | 805                |
| Thượng Lan | 9,86                     | 10.243                  | 1.038              |
| Tiên Sơn | 14,46                    | 12.489                  | 863                |
| Trung Sơn | 12,31                    | 11.569                  | 939                |
| Vân Hà | 2,95                     | 8.708                   | 2.951              |
| Việt Tiến | 11,40                    | 11.673                  | 1.023              |

## Lịch sử
Việt Yên là một vùng đất cổ, xuất hiện trên bản đồ từ khá sớm. Thời Hùng Vương – An Dương Vương, Việt Yên thuộc huyện Tây Vu, bộ Vũ Ninh của nhà nước Văn Lang – Âu Lạc.
Thời Bắc thuộc, Việt Yên vẫn thuộc huyện Tây Vu, quận Giao Chỉ.
Thời Lý, sau chiến tranh Tống - Việt, một vùng đất ven tả ngạn sông Cầu đối diện với Như Nguyệt – Thị Cầu, Vạn Xuân được lập ra thành một đơn vị hành chính mới – huyện Yên Việt, thuộc phủ Bình Lỗ, lộ Bắc Giang.
Yên Việt cùng với phòng tuyến sông Như Nguyệt là những cái tên ghi lại trang sử oanh liệt của dân tộc ta trong cuộc kháng chiến chống quân xâm lược Tống thế kỷ 11. Tên gọi Yên Việt tồn tại tới thế kỷ 19.
Tháng 7 năm 1820, (năm Minh Mệnh thứ nhất), huyện Yên Việt đổi tên thành huyện Việt Yên.
Trải qua thời gian, địa giới hành chính huyện Việt Yên đã có nhiều thay đổi. Dưới các triều đại phong kiến Việt Nam, huyện Việt Yên có 5 tổng: Ngọ Xá, Đông Lỗ, Tiên Lát, Quang Biểu, Hương Tảo, chạy dài theo tả ngạn sông Cầu, huyện lỵ đặt ở Yên Viên (làng Vân) thuộc xã Vân Hà ngày nay.
Khi thực dân Pháp xâm lược Việt Nam, để phục vụ cho chính sách cai trị, chúng điều chỉnh lại đơn vị hành chính các địa phương, trong đó huyện Việt Yên có sự điều chỉnh khá lớn: Hai tổng Ngọ Xá, Đông Lỗ cắt về huyện Hiệp Hòa, tổng Hương Tảo cắt về huyện Yên Dũng, đồng thời Việt Yên nhận về 5 tổng của huyện Yên Dũng: Mật Ninh, Dĩnh Sơn, Tự Lạn, Thiết Sơn, Hoàng Mai.
Sau khi điều chỉnh lại đơn vị hành chính, từ đầu thế kỷ 20, chính quyền thực dân dời huyện lỵ về Bích Động. Trước Cách mạng Tháng Tám năm 1945, huyện Việt Yên có 7 tổng: Quang Biểu, Tiên Lát, Mật Ninh, Dĩnh Sơn, Tự Lạn, Thiết Sơn, Hoàng Mai với 67 xã. Sau Cách mạng Tháng Tám thành công, Nhà nước Việt Nam Dân chủ Cộng hòa xóa bỏ đơn vị hành chính tổng, thành lập đơn vị hành chính liên xã hoặc xã. Từ 67 xã nay sáp nhập thành 21 xã với các tên gọi: Chấn Hưng, Cộng Hòa, Hồng Phong, Kính Ái, Hà Lạn, Phương Lạn, Cai Vàng, Mỏ Ngân, Nghĩa Hạ, Thiết Thượng, Chu Ngàn, Quang Tiến, Quang Trung, Khả Cao, Tăng Long, Thần Chúc, Tiên Sơn, Yên Hà, Tự Lạn, Thiện Mỹ, Ninh Sơn.
Trong kháng chiến chống Pháp, để phục vụ cho việc lãnh đạo, chỉ đạo được thuận tiện, Ủy ban kháng chiến hành chính liên khu I đã hợp nhất các liên xã hoặc xã thành những xã lớn hơn như ba xã Chấn Hưng, Cộng Hòa, Vân Trung thành Hồng Phong; hai xã Hà Lạn, Phương Lạn thành xã Việt Tiến; hai xã Cai Vàng, Mỏ Ngân thành xã Minh Đức; hai xã Chu Ngàn, Quang Tiến thành xã Quang Châu; hai xã Tự Lạn, Thiện Mỹ thành xã Lan Đình; ba xã Ninh Sơn, Khả Cao, Quang Trung thành xã Quảng Minh; ba xã Yên Hà, Thần Chúc, Tiên Sơn thành xã Sơn Hà. Cuối năm 1950, xã Song Mai cắt từ huyện Lạng Giang nhập vào huyện Việt Yên.
Sau năm 1954, theo chủ trương của trung ương, các xã lớn lại được chia thành các xã nhỏ hơn: xã Việt Tiến chia thành hai xã: Việt Tiến, Hòa Tiến; xã Kính Ái chia thành hai xã: Hồng Thái, Tăng Tiến; xã Hồng Phong chia thành hai xã: Dân Tiến, Hòa Bình; xã Quảng Minh chia thành hai xã: Quảng Minh, Ninh Sơn; xã Sơn Hà chia thành Vân Hà, Tiên Sơn; xã Lan Đình chia thành hai xã: Thượng Lan, Tân Tiến.
Ngày 15 tháng 10 năm 1957, Bộ Nội vụ ra Thông tư số 5904 về việc đặt tên xã, xóm ở nông thôn. Căn cứ vào thông tư của Bộ Nội vụ, tên một số xã ở huyện Việt Yên đã được đổi lại.
Năm 1968, xã Tân Tiến đổi thành xã Tự Lạn; xã Dân Tiến đổi thành xã Vân Trung.
Năm 1973, xã Hòa Bình đổi thành xã Hoàng Ninh.
Năm 1974, xã Hòa Tiến đổi thành xã Hương Mai.
Từ đó, huyện Việt Yên có 18 xã: Bích Sơn, Hoàng Ninh, Hồng Thái, Hương Mai, Minh Đức, Nghĩa Trung, Ninh Sơn, Quang Châu, Quảng Minh, Song Mai, Tăng Tiến, Thượng Lan, Tiên Sơn, Trung Sơn, Tự Lan, Vân Hà, Vân Trung, Việt Tiến.
Ngày 27 tháng 10 năm 1962, Quốc hội nước Việt Nam Dân chủ Cộng hòa ra Nghị quyết sáp nhập hai tỉnh Bắc Giang và Bắc Ninh thành tỉnh Hà Bắc và chính thức đi vào hoạt động từ ngày 1 tháng 1 năm 1963, huyện Việt Yên thuộc tỉnh Hà Bắc.
Ngày 22 tháng 4 năm 1964, Bộ Nội vụ ban hành Quyết định số 127-NV về việc thành lập xã Đa Mai thuộc thị xã Bắc Giang trên cơ sở hai thôn Đa Mai và Thanh Mai của xã Song Mai thuộc huyện Việt Yên (nay là phường Đa Mai, thành phố Bắc Giang).
Ngày 3 tháng 5 năm 1985, Hội đồng Bộ trưởng ban hành Quyết định số 130-HĐBT về việc sáp xã Song Mai thuộc huyện Việt Yên vào thị xã Bắc Giang quản lý (nay là thành phố Bắc Giang).
Huyện Việt Yên còn 17 xã: Bích Sơn, Hoàng Ninh, Hồng Thái, Hương Mai, Minh Đức, Nghĩa Trung, Ninh Sơn, Quang Châu, Quảng Minh, Tăng Tiến, Thượng Lan, Tiên Sơn, Trung Sơn, Tự Lan, Vân Hà, Vân Trung, Việt Tiến.
Ngày 6 tháng 11 năm 1996, Quốc hội ban hành Nghị quyết về việc tỉnh Bắc Giang được tái lập từ tỉnh Hà Bắc cũ, huyện Việt Yên trở lại thuộc tỉnh Bắc Giang.
Ngày 22 tháng 12 năm 1997, Chính phủ ban hành Nghị định số 116/1997/NĐ-CP về việc thành lập thị trấn Bích Động (thị trấn huyện lỵ huyện Việt Yên) trên cơ sở 526,95 ha diện tích tự nhiên và 6.243 người của xã Bích Sơn.
Ngày 20 tháng 2 năm 2003, Chính phủ ban hành Nghị định số 16/2003/NĐ-CP về việc thành lập thị trấn Nếnh trên cơ sở 348,58 ha diện tích tự nhiên và 4.271 người của xã Hoàng Ninh; 211,97 ha diện tích tự nhiên và 2.861 người của xã Quảng Minh.
Ngày 1 tháng 1 năm 2020, Nghị quyết số 813/NQ-UBTVQH14 về việc sáp nhập xã Bích Sơn vào thị trấn Bích Động và sáp nhập xã Hoàng Ninh vào thị trấn Nếnh.
Ngày 29 tháng 11 năm 2021, Bộ Xây dựng ban hành Quyết định số 1286/QĐ-BXD về việc công nhận huyện Việt Yên là đô thị loại IV trực thuộc tỉnh Bắc Giang.
Đến cuối năm 2022, huyện Việt Yên có 17 đơn vị hành chính cấp xã trực thuộc, gồm 2 thị trấn: Bích Động (huyện lỵ), Nếnh và 15 xã: Hồng Thái, Hương Mai, Minh Đức, Nghĩa Trung, Ninh Sơn, Quang Châu, Quảng Minh, Tăng Tiến, Thượng Lan, Tiên Sơn, Trung Sơn, Tự Lạn, Vân Hà, Vân Trung, Việt Tiến.
Ngày 13 tháng 12 năm 2023, Ủy ban Thường vụ Quốc hội ban hành Nghị quyết số 938/NQ-UBTVQH15 về việc thành lập thị xã Việt Yên (nghị quyết có hiệu lực từ ngày 1 tháng 2 năm 2024). Theo đó:
- Thành lập thị xã Việt Yên thuộc tỉnh Bắc Giang trên cơ sở toàn bộ diện tích tự nhiên và dân số của huyện Việt Yên.
- Thành lập 9 phường: Bích Động, Hồng Thái, Nếnh, Ninh Sơn, Quang Châu, Quảng Minh, Tăng Tiến, Tự Lạn, Vân Trung trên cơ sở toàn bộ diện tích tự nhiên và dân số của 9 xã, thị trấn có tên tương ứng.

Sau khi thành lập, thị xã Việt Yên có diện tích 171,01 km², dân số là 229.162 người, bao gồm 9 phường và 8 xã như hiện nay.

## Kinh tế - xã hội
Hiện nay, Việt Yên đang trên đà phát triển. Điển hình là các khu công nghiệp: Đình Trám, Vân Trung, Quang Châu đã và đang hoạt động cùng nhiều cụm công nghiệp nhỏ và vừa như: Tăng Tiến, Việt Tiến, Vân Hà, Hoàng Mai đã được đưa vào sử dụng, thu hút hàng chục nghìn nhân lực lao động trong tỉnh và các tỉnh lân cận. Việt Yên hướng tới trở thành vùng trọng điểm về công nghiệp.
Ngoài ra, phường Quảng Minh có những làng rau xanh lớn vào loại nhất khu vực miền Bắc như: Đông Long, Mật Ninh, Kha Lý Thượng, Kha Lý Hạ,... cung cấp cho hầu hết miền Bắc và xuất khẩu. Việt Yên còn là nơi lưu truyền những làn điệu quan họ của vùng Kinh Bắc xưa ven dòng sông Cầu huyền thoại và lịch sử.
Việt Yên là thị xã có nhiều doanh nghiệp của Trung ương, nước ngoài và của tỉnh đóng trên địa bàn như: sản xuất vật liệu xây dựng, may, chế biến phân bón, giấy, bia, nước giải khát,... Đặc biệt, Việt Yên có khu công nghiệp đầu tiên của tỉnh với nhiều dự án đầu tư đang được thực hiện. Ngoài ra, thị xã còn có 2 làng nghề truyền thống nổi tiếng là mây tre đan Tăng Tiến và chế biến thực phẩm làng Vân.
Các trường Trung học phổ thông trên địa bàn thị xã: 
- THPT Việt Yên số 1
- THPT Việt Yên số 2
- THPT Lý Thường Kiệt
- THPT Thân Nhân Trung
- Trường TH – THCS – THPT Nguyễn Bỉnh Khiêm.

Ngoài ra còn có trường Đại học Nông Lâm.

### Dân số
Thị xã Việt Yên có diện tích 171,01 km², dân số năm 2020 là 219.089 người, mật độ dân số đạt 1.281 người/km².
Thị xã Việt Yên có diện tích 171,01 km², dân số năm 2022 là 228.953 người, mật độ dân số đạt 1.339 người/km².
Thị xã Việt Yên có diện tích 171,01 km², dân số năm 2022 là 229.162 người (đã bao gồm quy đổi), mật độ dân số đạt 1.340 người/km².

## Văn hóa

### Làng nghề
Các làng nghề cổ xưa và làng nghề thủ công truyền thống, nghề mới như:
- Làng gốm Thổ Hà
- Bánh đa Thổ Hà
- Mì gạo Thổ Hà
- Nem Thổ Hà
- Rượu làng Vân
- Giết mổ gia súc ở Phúc Lâm
- Vận tải đường sông Nguyệt Đức
- Mây tre đan Tăng Tiến.

### Di tích
Việt Yên có nhiều ngôi đình không những mang giá trị lịch sử, văn hoá tiêu biểu mà còn trở thành biểu trưng văn hóa của làng xã Việt Nam như đình Thổ Hà (xã Vân Hà) xây dựng năm 1686; đình Đông (phường Bích Động), đình Mật Ninh (phường Quảng Minh),... Nhiều ngôi chùa ở Việt Yên cũng đã được ghi nhận trong lịch sử Phật giáo Việt Nam như: chùa Bổ Đà (xã Tiên Sơn), chùa Vĩnh Hưng (khu phố Kha Lý Thượng, phường Quảng Minh), chùa Sùng Nghiêm và đình làng Vân Cốc (khu phố Vân Cốc, phường Vân Trung) được xếp hạng di tích lịch sử quốc gia. Đặc biệt vào ngày 16, 17, 18 tháng 2 âm lịch tại chùa Bổ Đà và Sùng Nghiêm có ngày hội lớn, tại khu phố Vân Cốc, phường Vân Trung có lễ rước thánh rất trang nghiêm. Tại làng Đồng, xã Trung Sơn, các nhà nghiên cứu đã phát hiện ra di tích cổ là Miếu cổ bên trong Cây Xanh.

### Các làng quan họ Bắc Giang
Việt Yên là nơi có nhiều làng quan họ nhất ở vùng văn hóa Kinh Bắc. Hiện nay, tỉnh Bắc Giang có 23 làng quan họ thì Việt Yên có tới 19 làng quan họ cổ (toàn vùng Kinh Bắc hiện có 68 làng, trong đó: Yên Phong có 16 làng, Từ Sơn có 3 làng, Tiên Du có 11 làng, thành phố Bắc Ninh có 14 làng, Yên Dũng có 2 làng, Hiệp Hòa có 2 làng).
19 làng quan họ Bắc Giang ở Việt Yên gồm: Hữu Nghi, Giá Sơn, Mai Vũ, Nội Ninh, Sen Hồ, Mật Ninh, Quang Biểu, Núi Hiểu, Tam Tầng, Thổ Hà, Tiên Lát Thượng, Tiên Lát Hạ, Thần Chúc, Yên Ninh, Trung Đồng, Vân Cốc, Đình Cả, Đông Long, Khả Lý Thượng. Điều đặc biệt là phần lớn các làng quan họ thờ thánh Tam Giang, vị thánh gắn với dòng sông Cầu. Khi hát quan họ thường hát trong các lễ hội, các cửa đình, cửa chùa. Đó là nơi sinh hoạt văn hóa, các di tích quen thuộc với dân làng cho nên các làng quan họ cũng thường có các di tích đi kèm:
| STT | Tên làng quan họ | Di tích                              | Phường, xã | Ghi chú |
| --- | ---------------- | ------------------------------------ | ---------- | --- |
| 1   | Hữu Nghi         | Đình Hữu Nghi                        | Ninh Sơn   | Đình được Bộ VHTT xếp hạng di tích quốc gia theo Quyết định số 1568/VH-QĐ, ngày 20/4/1995. Đình thờ Thánh Tam Giang. |
| 2   | Giá Sơn          | Đình Giá Sơn                         | Ninh Sơn   | Đình thờ 4 vị Đại tướng: Trương Hống, Trương Hát, Trương Lừng, Trương Lẫy (Di tích Lịch sử-Văn hóa cấp tỉnh) |
| 3   | Mai Vũ           | Đình Mai Vũ                          | Ninh Sơn   | Thờ Thánh Tam Giang (Trương Hống,Trương Hát,Trương Thị Đạm Nương), Trịnh Trương Kiều, Trịnh Tương Nương (Di tích Lịch sử-Văn hóa cấp tỉnh) |
| 4   | Nội Ninh         | Đình Nội Ninh                        | Ninh Sơn   | Đình làng Nội Ninh thờ Trương Hống. Đình xưa còn được gọi là Đình Má, được đặt nóc vào ngày 12 tháng Chạp năm Nhâm Thân, niên hiệu Chính Hoà thứ 13 (1692), cách đây trên 300 năm. Đình Nội Ninh được công nhận là Di tích lịch sử - Văn hoá cấp tỉnh theo Quyết định số 2402/QĐ-UBND ngày 31 tháng 12 năm 2007 của Chủ tịch Ủy ban nhân dân tỉnh Bắc Giang. |
| 5   | Sen Hồ           | Đình Sen Hồ                          | Nếnh       | Đình Sen Hồ là nơi thờ Đức Thánh Tam Giang, Diên Bình Công chúa (con gái vua Lý Thánh Tông) và Thân Công Tài. Đình được khởi dựng vào thời Lê Trung Hưng (thế kỷ XVII-XVIII), khi đó được Tả đô đốc, Hán Quận công Thân Công Tài (sau này cũng là một vị Thành hoàng làng) công đức làm đình.                                                                |
| 6   | Mật Ninh         | Đình Mật Ninh (đình Cả)              | Quảng Minh | Thờ Cao Sơn Đại vương |
| 7   | Quang Biểu       | Đình Quang Biểu                      | Quang Châu | Đình thờ Thánh Tam Giang (Di tích Lịch sử-Văn hóa cấp tỉnh) |
| 8   | Núi Hiểu         | Đình Núi Hiểu                        | Quang Châu | |
| 9   | Tam Tầng         | Đình Tam Tầng                        | Quang Châu | |
| 10  | Thổ Hà           | Đình Thổ Hà                          | Vân Hà     | Đình thờ Thân Cảnh Phúc |
| 11  | Thượng Lát       | Đình Thượng Lát                      | Tiên Sơn   | Thờ Thánh Tam Giang và Tiến sĩ Vũ Cẩn (Di tích Kiến trúc nghệ thuật cấp tỉnh) |
| 12  | Hạ Lát           | Đình Hạ Lát                          | Tiên Sơn   | Đình thờ Thánh Tam Giang |
| 13  | Thần Chúc        | Đình Thần Chúc                       | Tiên Sơn   | Đình thờ Thánh Tam Giang |
| 14  | Yên Ninh         | Đình Yên Ninh                        | Nếnh       | Đình thờ Thánh Tam Giang và Cao Sơn - Quý Minh (Di tích Kiến trúc nghệ thuật cấp tỉnh) |
| 15  | Trung Đồng       | Đền Trung Đồng                       | Vân Trung  | Đền thờ Bà Chúa. Di tích Lịch sử-Văn hóa cấp tỉnh. |
| 16  | Vân Cốc          | Đình Vân Cốc                         | Vân Trung  | |
| 17  | Đình Cả          | Đình Mật Ninh (đình Cả) và đình Mang | Quảng Minh | Thờ Cao Sơn Đại vương |
| 18  | Đông Long        | Đình Mật Ninh (đình Cả)              | Quảng Minh | Thờ Cao Sơn Đại vương |
| 19  | Khả Lý Thượng    | Đình Khả Lý Thượng                   | Quảng Minh | Đình thờ Thánh Tam Giang (Di tích Lịch sử-Văn hóa cấp tỉnh) |

## Giao thông
Có Quốc lộ 1 (đường cao tốc Hà Nội – Bắc Giang), Quốc lộ 37, Sông Cầu chạy qua, tỉnh lộ 295B, tuyến đường sắt xuyên việt chạy qua thị xã, nối liền Việt Yên với thủ đô Hà Nội và biên giới Việt Nam - Trung Quốc. Tỉnh lộ 172, 289, 398 cùng mạng lưới đường liên xã, liên thôn nối liền các thôn xã với nhau và các vùng xung quanh.

## Danh nhân
- Thân Nhân Trung
- Anh hùng Nguyễn Văn Cốc
- Quận công Dương Quốc Cơ (người làng Vân Cốc, phường Vân Trung - sinh trưởng trong một gia đình nhà nho có truyền thống hiếu học. Quận công Dương Quốc Cơ là đời thứ 8 của Hoàng giáp Ngô Văn phòng
- Nhà văn Đỗ Chu
- Ông Chu Bá Phượng, Bộ trưởng bộ Cứu Tế xã hội năm 1945 đến 1946. Sau khi Cách mạng tháng 8 thành công, năm 1946 ông là Ủy viên quốc hội khóa I (1946-1960) của nước Việt Nam Dân chủ Cộng Hòa. Trong chính phủ ông giữ chức Bộ trưởng Bộ Kinh tế.

## Hình ảnh

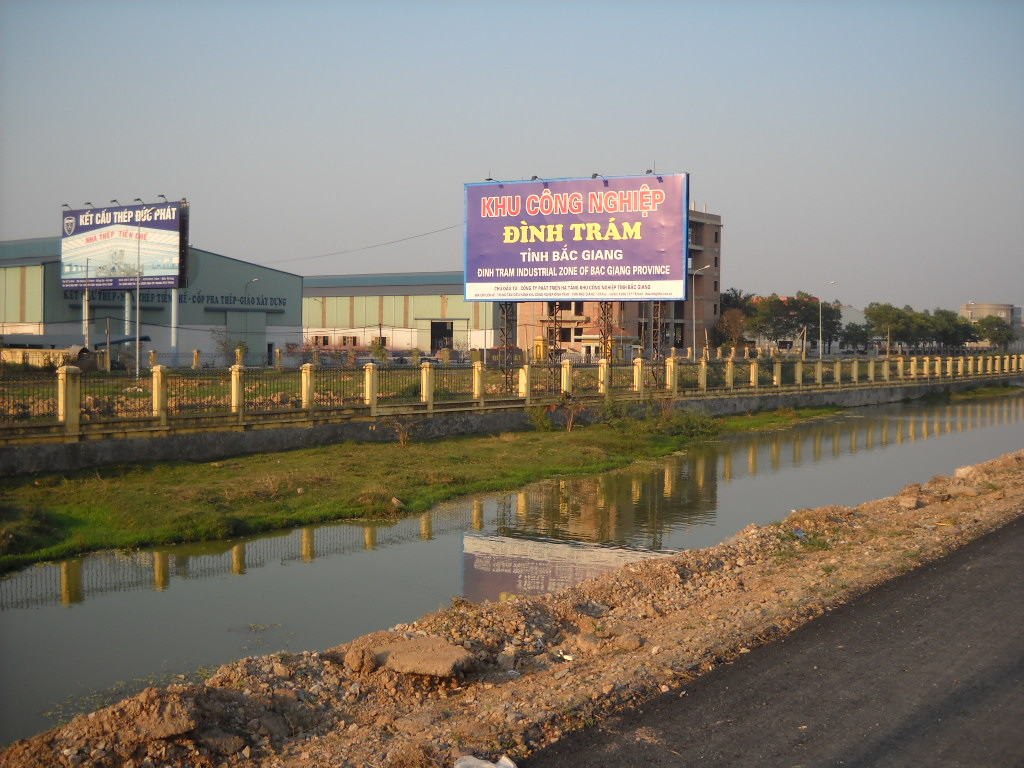
Khu Công nghiệp Đình Trám, Việt Yên, Bắc Giang
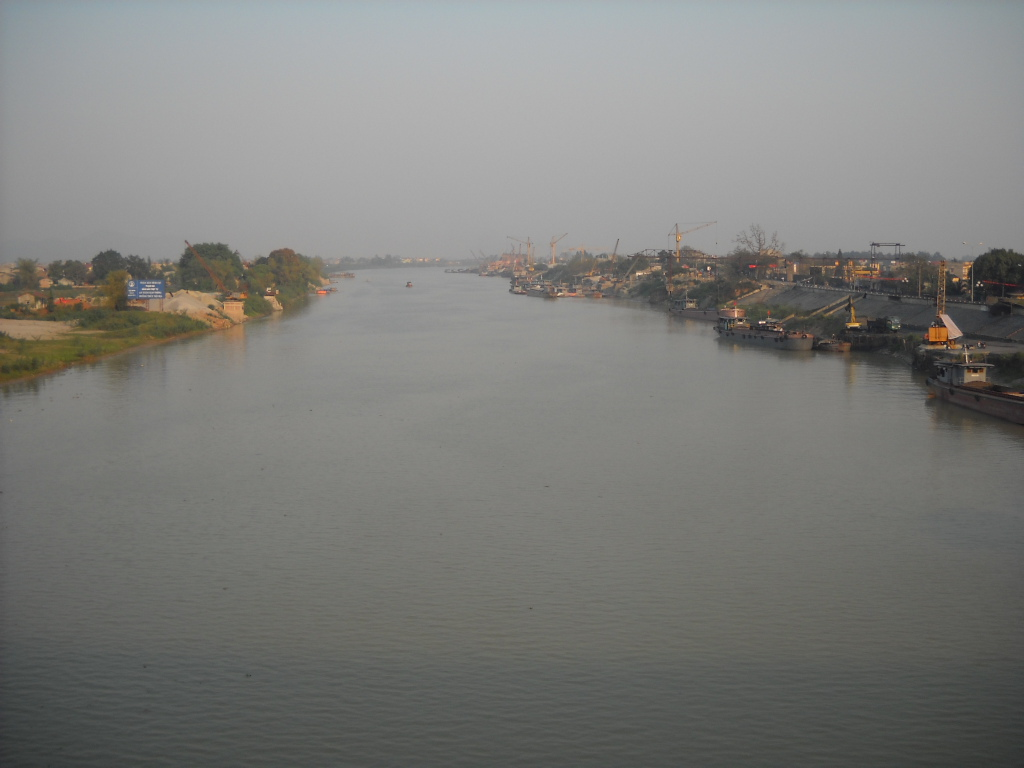
Sông Cầu, đoạn qua Việt Yên, Bắc Giang
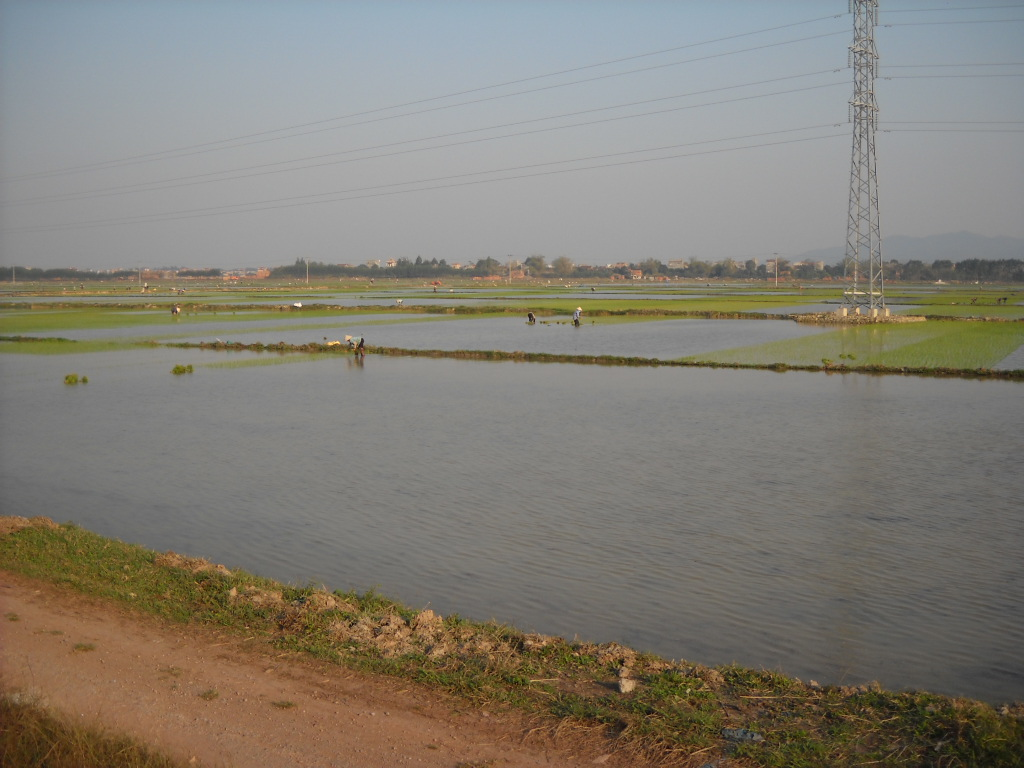
Vào vụ cấy, Việt Yên, Bắc Giang